# Кинселла, Стефан
Норман Стефан Кинселла (англ. Norman Stephan Kinsella, 1965, Преривилл, штат Луизиана, США) — американский юрист в области интеллектуальной собственности. Доктор юридических наук. Философ права. Один из ведущих либертарианских экономистов нашего времени.

## Биография
Выпускник Государственного университета штата Луизиана, получил степень бакалавра наук (BS), позже стал магистром наук (MS) в области электротехники. Защитил докторскую диссертацию. Также получил степень магистра права в Лондонском университете.
С 2000 по 2012 год работал главным юрисконсультом компании Applied Optoelectronics Inc. в г. Шугар-Ленд (Техас), занимающейся прикладной оптоэлектроникой. Был редактором журнала «Journal of Libertarian Studies».
В настоящее время занимается частной юридической практикой в Хьюстоне, штат Техас. Н. Кинселла — основатель и директор Центра по изучению инновационной свободы (C4SIF).
Н. Кинселла заслужил свою высокую репутацию за счёт известных работ в области интеллектуальной собственности и авторского права. Является активистом реформы интеллектуальной собственности. Так, в работе «Против интеллектуальной собственности» Кинселла развенчивает мифы о пользе и необходимости интеллектуальной собственности, которая по своей сути является институтом рабства.
Свои работы в области права в основном публиковал в Oceana Publications (Oxford University Press) и Thomson Reuters. Они хранятся в базе данных Westlaw.
Юридические издания Кинселла включают книги и статьи о патентном и договорном праве, праве электронной коммерции, международном праве и др.

## Избранные публикации
- Protecting Foreign Investment Under International Law: Legal Aspects of Political Risk. Dobbs Ferry, NY: Oceana Publications. 1997. ISBN 978-0-379213-71-3. (with Paul E. Comeaux)
- Online Contract Formation. Dobbs Ferry, NY: Oceana Publications. 2004. ISBN 978-0-379215-19-9. OCLC 56476041 and 744522102. (with Andrew F. Simpson)
- International Investment, Political Risk, and Dispute Resolution: A Practitioner’s Guide. Oceana Publications. 2005. ISBN 978-0-379215-22-9. OCLC 846016193 (with Noah Rubins)
- Against Intellectual Property. Ludwig von Mises Institute. 2008. ISBN 978-1-933550-32-9.
- Trademark practice and Forms. New York, NY: Oceana Publications. 2003. ISBN 978-0-379012-69-9. OCLC 772536840 and 636178826. (with Teresa C. Tucker, co-editor)

### На русском языке
- «Против интеллектуальной собственности»[2]